# Duże dzieci (film)
Duże dzieci (ang. Grown Ups) – amerykański film z 2010 roku w reżyserii Dennisa Dugana. W rolach głównych pojawił się Adam Sandler, Chris Rock, Kevin James oraz Salma Hayek.

## Obsada
- Adam Sandler – Lenny Feder
- Kevin James – Eric Lamonsoff
- Chris Rock – Kurt McKenzie
- David Spade – Marcus „Higgy” Higgins
- Rob Schneider – Rob Hilliard
- Salma Hayek Pinault – Roxanne Chase-Feder
- Maria Bello – Sally Lamonsoff
- Maya Rudolph – Deanne McKenzie
- Jake Goldberg – Greg Feder
- Blake Clark – Coach
- Joyce Van Patten – Gloria Hilliard
- Colin Quinn – Dickie Bailey
- Steve Buscemi – Wiley
- Tim Meadows – Malcolm
- Madison Riley – Jasmine Hilliard
- Jamie Chung – Amber Hilliard
- Ashley Loren – Bridget Hilliard
- Cameron Boyce – Keithie Feder
- Alexys Nycole Sanchez – Becky Feder
- Ada-Nicole Sanger – Donna
- Frank i Morgan Gingerich – Bean Lamonsoff
- Nadji Jeter – Andre McKenzie
- China Anne McClain – Charlotte McKenzie
- Dan Patrick – Norby the Ride Guy
- Norm MacDonald – Geezer
- Jonathan Loughran – Robideaux
- Dennis Dugan – Sędzia
- Dan Marshall – Żałobnik na pogrzebie trenera
- Jack Flaherty

## Zdjęcia
Zdjęcia do filmu realizowane były na terenach amerykańskich stanów Massachusetts (East Wareham, Essex, Marblehead, Southborough) i Kalifornia.

## Nagrody i nominacje
Teen Choice Awards 2010
- nominacja: film lata
- nominacja: aktor lata − Adam Sandler

Kryształowa Statuetka
- wygrana: ulubiona komedia

## Muzyka
Utwory, które pojawiły się w trakcie filmu:

- Come Bac (napisane przez Seth Justman/Peter Wolf) – The J. Geils Band
- Devil Woman (Terry Britten/Christine Holmes) – Cliff Richard
- Raga for a Whale (Martin Engels) – Kamal Engels
- I'm a Gangsta (Elmo Weber) – Global Operator feat. Mike West
- Ave Maria (Franz Schubert)
- Still Dreaming (Athoas Brown) – The After After Hours
- To the Night (Athoas Brown) – The After After Hours
- Last Child (Steven Tyler/Brad Whitford) – Aerosmith
- A Life of Illusion (Joe Walsh/Kenny Passarelli) – Joe Walsh
- A Night Like This (Wally Palmar/James Marinos/Mike Skill) – The Romantics
- Love Is Alive (Gary Wright) – Gary Wright
- I Could Be Good for You (Jim McClarty/Duke McFadden) – 707
- I Still Want You (Thomas Lloyd/Dan Zanes) – The Del Fuegos
- When Things Go Wrong (Robin Lane/Joanne Cipolla Moore) – Robin Lane & The Chartbusters
- Rock and Roll Never Forgets (Bob Seger) – Bob Seger & The Silver Bullet Band
- Lay It on the Line (Rik Emmett/Mike Levine/Gil Moore) – Triumph
- Escape (The Piña Colada Song) (Rupert Holmes) – Rupert Holmes
- Walk All over You (Bon Scott/Angus Young/Malcolm Young) – AC/DC
- Time for Me to Fly (Kevin Cronin) – REO Speedwagon
- Just Can't Wait (Seth Justman/Peter Wolf) – J. Geils Band
- Ready for Love (Mick Ralphs) – Bad Company
- Come and Get Your Love (Lolly Vegas) – Redbone
- Goodnight Tonight (Paul McCartney) – Paul McCartney
- Just Got Back (Rick Nielsen) – Cheap Trick
- The Party’s Over (Steve Perry) – Journey
- Sentimental Lady (Bob Welch) – Bob Welch
- Monday Morning (Lindsey Buckingham) – Fleetwood Mac
- Two Tickets to Paradise (Eddie Money) – Eddie Money
- I Do (Melvin Mason/Frank Paden/John Paden/Willie Stephenson/Jesse Smith) – J. Geils Band
- Every 1's a Winner (Errol Brown) – Hot Chocolate
- Better Things (Ray Davies) – The Kinks
- American Fun (Salvatore Baglio) – The Stompers
- Count on Me (Jesse Barish) – Jefferson Airplane
- Stan the Man (Adam Sandler/Allen Covert/Robert Smigel/J.D. Donaruma) – Adam Sandler